# Neuseeland-Kuckuckskauz
Der Kuckuckskauz  (neuseeländisch: ruru, Ninox novaeseelandiae) auch Neuseeland-Kuckuckskauz ist eine Eulenart aus der Gattung der Buschkäuze, die lange Zeit als konspezifisch mit dem Boobookkauz (Ninox boobook) angesehen wurde. Der Kuckuckskauz lebt endemisch auf Neuseeland.

## Merkmale
Der 26 bis 29 Zentimeter lange und 150 bis 216 Gramm schwere Kuckuckskauz bildet mehrere Morphen aus. Meist ist die Oberseite dunkelbraun mit ockerbrauner Fleckung und Streifen an Kopf, Hals und Mantel. Die rötlich-braune Unterseite weist weiße Tupfen und Bänder auf. Die großen Augen sind leuchtend gelb gefärbt. Der Schnabel ist dunkel mit heller Spitze. Die Beine sind gelblich bis rötlich braun befiedert, die gelben bis bräunlich gelben Zehen haben dunkelbraune bis schwärzliche Krallen.
Der allopatrische Boobookkauz vom australischen Festland hat hell gelblich grüne Augen.

## Lebensweise
Er bewohnt Wälder und Plantagen bis zur Baumgrenze und erscheint auch in Parks und bei Bauernhöfen sowie auf vielen Inseln vor der Küste. Die Nahrung besteht vor allem aus Insekten, es werden aber auch kleine Vögel, Eidechsen, Ratten, Fledermäuse und Mäuse erbeutet. Die Stimme ist ein melancholisch klingender Gesang ru-ru oder quor-quo, der in Abständen von mehreren Sekunden wiederholt wird.

## Vorkommen
Der Kuckuckskauz ist die einzige überlebende Eule Neuseelands. Dort lebt die Nominatform N. n. novaeseelandiae. Die hellbraune Unterart Lord-Howe-Kuckuckskauz (N. n. albaria) der Lord-Howe-Insel ist ausgestorben. Das letzte Weibchen der nicht ganz so hellen Unterart Norfolkinsel-Kuckuckskauz (N. n. undulata) auf der Norfolkinsel erbrütete 1989 bis 1990 mit einem eingeführten Männchen der Nominatform mindestens vier Hybriden. Die hierdurch entstandene Population wird als N. n. undulata x novaeseelandiae bezeichnet.